# 소년, 달리다
"소년, 달리다"은  2015년에 제작한 대한민국의 영화이다.

## 캐스팅
- 박민수
- 박상호
- 이창희
- 이홍표